# Sông Phần
Sông Phần (tiếng Trung: 汾河，âm Hán Việt: Phần Hà, cũng gọi là Phần Thủy (汾水), người Sơn Tây gọi một cách thân mật là Mẫu Thân Hà (母亲河)) là một chi lưu lớn thứ hai của sông Hoàng Hà. Sông Phần bắt nguồn từ huyện Ninh Vũ, địa cấp thị Hãn Châu, tỉnh Sơn Tây và đổ vào sông Hoàng Hà. Sông Phần dài 694 km, cung cấp nước cho một khu vực rộng 39.417 km², trong đó 25,3% thuộc địa phận tỉnh Sơn Tây.

## Các đô thị
Các đô thị ven sông Phần tính từ bắc xuống nam là:
- Thái Nguyên
- Lâm Phần
- Hầu Mã.
- Hà Tân

Thành phố Phần Dương dù lấy tên theo tên con sông này, nhưng thực tế nằm cách khoảng 30 km về phía tây sông Phần.